# Lakownica brązowoczarna

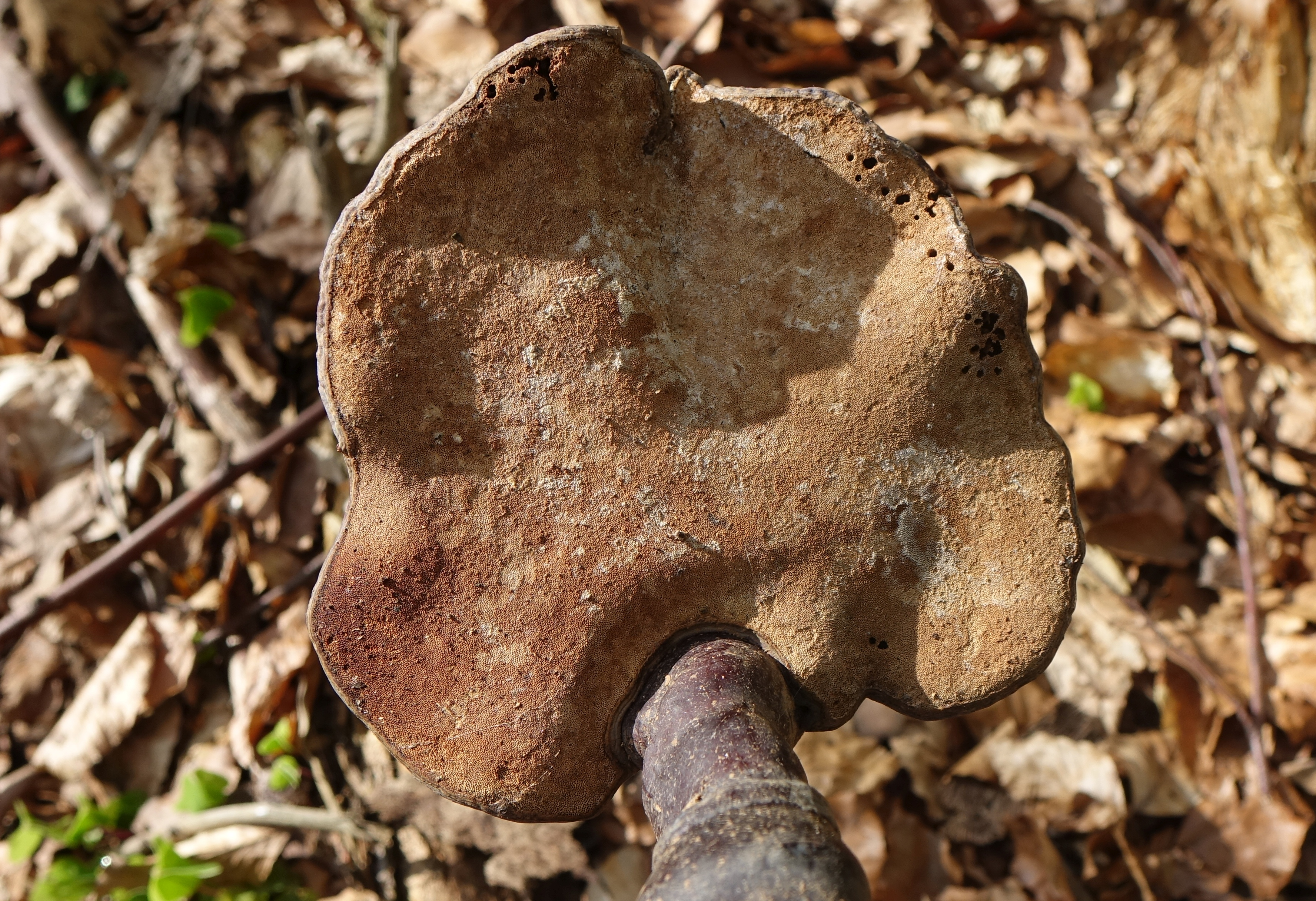
Hymenofor

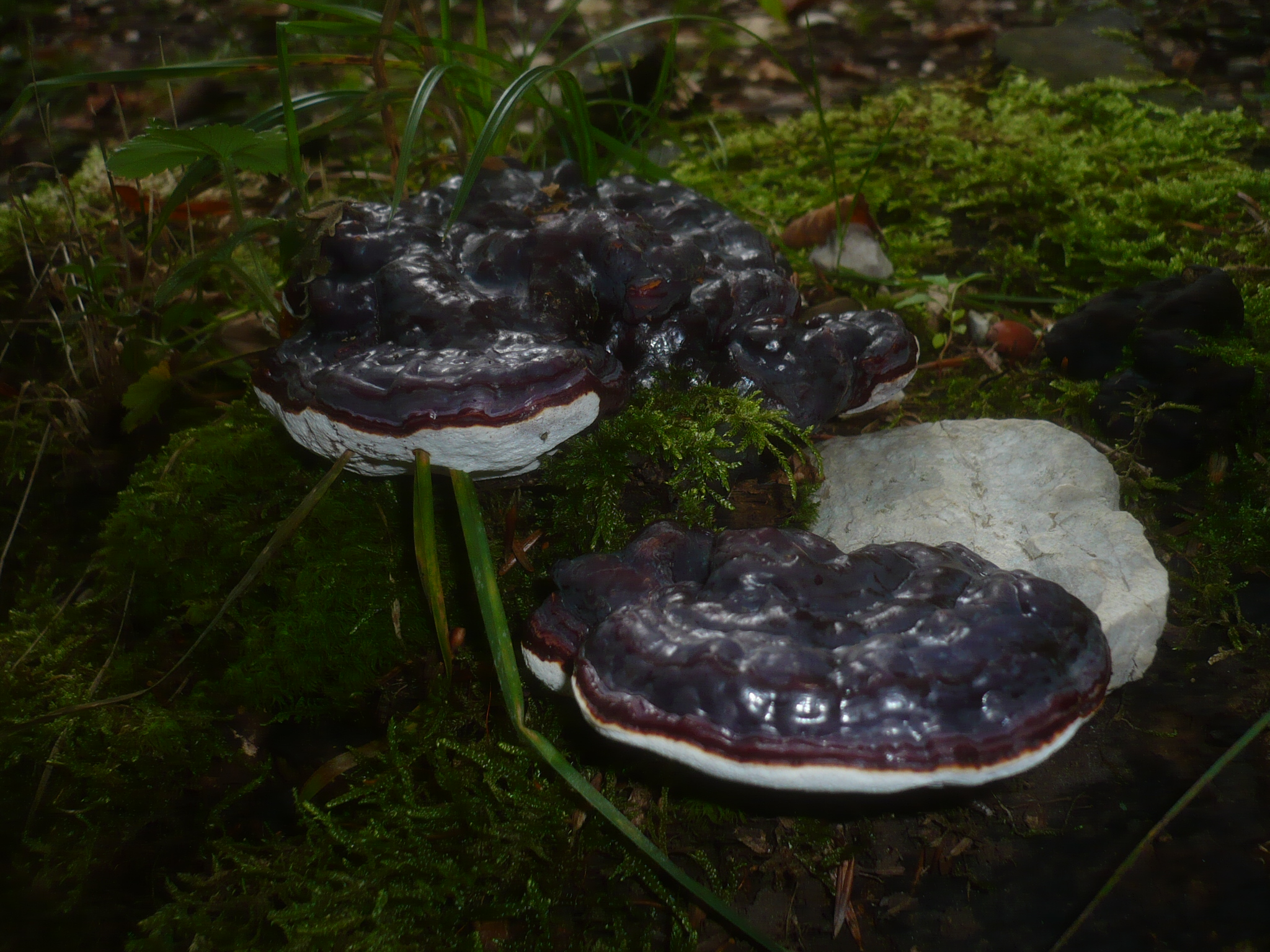
Młody owocnik

Lakownica brązowoczarna (Ganoderma carnosum Pat.) – gatunek grzybów należący do rodziny żagwiowatych (Polyporaceae).

## Systematyka i nazewnictwo
Pozycja w klasyfikacji według Index Fungorum: Ganoderma, Polyporaceae, Polyporales, Incertae sedis, Agaricomycetes, Agaricomycotina, Basidiomycota, Fungi.
Po raz pierwszy opisał go w 1889 r. Narcisse Théophile Patouillard i nadana przez niego nazwa naukowa jest aktualna. Synonimy:
- Fomes carnosus (Pat.) Sacc. 1891
- Ganoderma atkinsonii H. Jahn, Kotl. & Pouzar 1980
- Scindalma carnosum (Pat.) Kuntze 1898

Nazwę polską podali Barbara Gumińska i Władysław Wojewoda w 1876 r., Feliks Berdau w 1967 r. opisywał ten gatunek jako hubę lśniącą.

## Morfologia
Owocnik
Jednoroczny, typu huba, osiągający rozmiar 3–18 × 5–22 × 14 cm. Składa się z trzonu i kapelusza. Kapelusz bocznie osadzony, płaski, półokrągły lub nerkowaty. Górna powierzchnia błyszcząca, jak gdyby lakierowana, u młodych owocników równa, u starszych pofałdowana, nierówna, guzkowata, o barwie od brązowej do czarnej. Obrzeże, będące strefą aktywnego wzrostu ma początkowo barwę od białej do kremowej, u starszych okazów jest brązowe. Trzon stożkowy, często spłaszczony, nieregularnie powyginany, o długości 1–10 cm i grubości 0,7–4 cm. Jest przeważnie boczny, rzadko centralny, podobnie jak kapelusz błyszczący i ma barwę od brązowej do czarnej. Kontekst w kapeluszu i trzonie początkowo o barwie od białawej do kremowej, potem blado brązowy, miękki i korkowaty, o grubości do 3,5 cm. Po wyschnięciu jest lekki.
Hymenofor rurkowaty, u młodych owocników białawy, potem kremowy, w końcu brązowawy. Warstwa rurek o grubości do 2,5 cm i barwie od jasnobrązowej do kakaowej, od trzonu oddzielona rowkiem. Pory w ilości 3–4 na 1 mm.
Cechy mikroskopowe
System strzępkowy w kontekście trimityczny. Strzępki generatywne hialinowe, cienkościenne, ze sprzążkami, o średnicy 3–6 μm. Strzępki szkieletowe w kontekście i tramie obficie występujące, grubościenne lub pełne, hialinowe lub pigmentowane, nierozgałęzione lub z kilkoma gałązkami, o średnicy 5–7 μm. Strzępki łącznikowe w kontekście rzadkie, grubościenne, ze stożkowymi bocznymi odgałęzieniami. Strzępki budujące krustę (zwane też pilocystydami) ułożone palisadowo, bladobrązowe, grubościenne lub pełne, o silnie amyloidalnych ścianach wewnętrznych i średnicy 7–11 μm. Wyrastają z trudnych do zaobserwowania sprzążek i mają długość do 75 μm od sprzążki do szczytu. Ich wierzchołkowe części pokryte są żywiczną substancją nadająca kruście (skorupie) lakierowaty połysk. Brak cystyd i innych płonnych elementów hymenium. Podstawki beczkowate o rozmiarach 18-25 × 10–12 μm, 4-sterygmowe, z bazalną sprzążką. Zarodniki elipsoidalne o ściętych wierzchołkach, bladobrązowe, z grubą ścianą wewnętrzną, nieamyloidalne, o rozmiarach 10-13 × 7-8 (-8,5) μm i szorstkiej powierzchni.
Gatunki podobne
Lakownica brązowoczarna jest spokrewniona z lakownicą żółtawą (Ganoderma lucidum). Odróżnia się od niej bardziej masywnym owocnikiem, brunatnoczarną barwą powierzchni kapelusza, bledszym kontekstem, szerszymi zarodnikami o szorstkiej powierzchni. Ponadto rośnie głównie na drewnie drzew iglastych, podczas gdy lakownica żółtawa głównie na drzewach liściastych.

## Występowanie i siedlisko
Lakownica brązowoczarna notowana jest głównie w Ameryce Północnej i Europie, poza tym na pojedynczych stanowiskach w Maroku i Japonii. Wszędzie jest rzadka. W Europie występuje w Anglii. poprzez Europę Środkową jej zasięg sięga do Karpat na Ukrainie, w rozproszeniu występuje nad Morzem Śródziemnym i Morzem Północnym. Najdalej na północ wysunięte stanowiska znajdują się w południowej Danii i w Estonii. W literaturze naukowej na terenie Polski podano wiele jej stanowisk, jednak jest rzadka. Znajduje się na Czerwonej liście roślin i grzybów Polski. Ma status V – gatunek narażony na wyginięcie, który zapewne w najbliższej przyszłości przesunie się do kategorii wymierających, jeśli nadal będą działać czynniki zagrożenia.
Grzyb nadrzewny. W Polsce występuje w lasach iglastych i mieszanych, na martwym drewnie drzew iglastych, zwłaszcza na jodłach, bardzo rzadko na drewnie drzew liściastych. W innych krajach notowana także na cisach, modrzewiach, świerkach, sosnach i daglezjach, rzadko na drzewach liściastych; brzozach, grabach, bukach i dębach.
Saprotrof. Powoduje białą zgniliznę drewna.